# Слюбово
Слюбово (пол. Ślubowo) — село в Польщі, у гміні Сонськ Цехановського повіту Мазовецького воєводства.
Населення — 215 осіб (2011).
У 1975-1998 роках село належало до Цехановського воєводства.

## Демографія
Демографічна структура станом на 31 березня 2011 року:
|          | Загалом | Допрацездатний вік | Працездатний вік | Постпрацездатний вік |
| -------- | ------- | ------------------ | ---------------- | -------------------- |
| Чоловіки | 107     | 17                 | 81               | 9                    |
| Жінки    | 108     | 22                 | 65               | 21                   |
| Разом    | 215     | 39                 | 146              | 30                   |